# Presidenti del Trentino-Alto Adige
Lista dei presidenti della regione Trentino-Alto Adige dal 5 gennaio 1949.
Il Presidente rappresenta la Regione e dirige le funzioni amministrative delegate dallo Stato. Determina la ripartizione degli affari tra i singoli assessori effettivi con proprio decreto da pubblicarsi nel Bollettino della Regione.
La forma di governo della regione è quella di tipo parlamentare con il presidente della regione eletto dal Consiglio regionale al suo interno.
A partire dalle elezioni del 2003 è praticata la prassi della staffetta, ovvero l'alternanza da parte dei due presidenti di provincia autonoma alla carica di presidente del Trentino-Alto Adige per metà legislatura.

## Elenco
| Nº   | Presidente (Nascita-Morte) | Presidente (Nascita-Morte) | Presidente (Nascita-Morte)    | Mandato          | Mandato          | Partito                               | Giunta                                     | Composizione | Composizione                                | Legislatura |
| Nº   | Presidente (Nascita-Morte) | Presidente (Nascita-Morte) | Presidente (Nascita-Morte)    | Inizio           | Fine             | Partito                               | Giunta                                     | Composizione | Composizione                                | Legislatura |
| ---- | -------------------------- | -------------------------- | ----------------------------- | ---------------- | ---------------- | ------------------------------------- | ------------------------------------------ | ------------ | ------------------------------------------- | ----------- |
| 1    |                            |                            | Tullio Odorizzi (1903-1991)   | 5 gennaio 1949   | 12 dicembre 1952 | Democrazia Cristiana                  | Odorizzi I                                 |              | Centrismo DC-SVP-PPTT                       | I (1948)    |
| 1    | 13 dicembre 1952           | 12 dicembre 1956           | Tullio Odorizzi (1903-1991)   | Odorizzi II      | II (1952)        | Democrazia Cristiana                  |                                            |              | Centrismo DC-SVP-PPTT                       |             |
| 1    | 13 dicembre 1956           | 7 giugno 1960              | Tullio Odorizzi (1903-1991)   | Odorizzi III     | III (1956)       | Democrazia Cristiana                  |                                            |              | Centrismo DC-SVP-PPTT                       |             |
| 1    | 8 giugno 1960              | 2 gennaio 1961             | Tullio Odorizzi (1903-1991)   | Odorizzi IV      | III (1956)       | Democrazia Cristiana                  |                                            |              | Centrismo DC-SVP-PPTT                       |             |
| 2    |                            |                            | Luigi Dalvit (1921-1981)      | 3 gennaio 1961   | 19 aprile 1962   | Democrazia Cristiana                  | Dalvit I                                   |              | DC-PSDI-PLI-PPTT                            | IV (1960)   |
| 2    | 20 aprile 1962             | 9 febbraio 1965            | Luigi Dalvit (1921-1981)      | Dalvit II        |                  | Democrazia Cristiana                  |                                            |              | DC-PSDI-PLI-PPTT                            | IV (1960)   |
| 2    | 10 febbraio 1965           | 14 novembre 1967           | Luigi Dalvit (1921-1981)      | Dalvit III       |                  | Democrazia Cristiana                  | Centro-sinistra "organico" DC-PSI-PSDI-THP | V (1964)     |                                             |             |
| 3    |                            |                            | Giorgio Grigolli (1927-2016)  | 20 novembre 1967 | 20 febbraio 1969 | Democrazia Cristiana                  | Centro-sinistra "organico" DC-PSI-PSDI-THP | V (1964)     | Grigolli I                                  |             |
| 3    | 21 febbraio 1969           | 13 maggio 1970             | Giorgio Grigolli (1927-2016)  | Grigolli II      |                  | Democrazia Cristiana                  | DC-SVP                                     | VI (1968)    |                                             |             |
| 3    | 14 maggio 1970             | 27 marzo 1974              | Giorgio Grigolli (1927-2016)  | Grigolli III     |                  | Democrazia Cristiana                  | DC-SVP                                     | VI (1968)    |                                             |             |
| 4    |                            |                            | Bruno Kessler (1924-1991)     | 28 marzo 1974    | 8 maggio 1976    | Democrazia Cristiana                  | Kessler                                    |              | DC-SVP-PSDI-PRI                             | VII (1973)  |
| 5    |                            |                            | Flavio Mengoni (1929-2013)    | 8 giugno 1976    | 25 gennaio 1977  | Democrazia Cristiana                  | Mengoni                                    |              | DC-SVP-PSDI-PRI                             | VII (1973)  |
| 6    |                            |                            | Spartaco Marziani (1924-2007) | 26 gennaio 1977  | 5 aprile 1979    | Democrazia Cristiana                  | Marziani                                   |              | DC-SVP-PSDI-PRI                             | VII (1973)  |
| 7    |                            |                            | Enrico Pancheri (1920-2006)   | 6 aprile 1979    | 3 maggio 1984    | Democrazia Cristiana                  | Pancheri                                   |              | DC-SVP-PSDI                                 | VIII (1978) |
| 8    |                            |                            | Pierluigi Angeli (1938-)      | 4 maggio 1984    | 20 novembre 1985 | Democrazia Cristiana                  | Angeli                                     |              | DC-SVP                                      | IX (1983)   |
| 9    |                            |                            | Gianni Bazzanella (1940-)     | 21 novembre 1985 | 26 aprile 1989   | Democrazia Cristiana                  | Bazzanella                                 |              | DC-SVP                                      | IX (1983)   |
| 10   |                            |                            | Tarcisio Andreolli (1936-)    | 27 aprile 1989   | 29 marzo 1994    | Democrazia Cristiana                  | Andreolli                                  |              | DC-SVP-PSI                                  | X (1988)    |
| 11   |                            |                            | Tarcisio Grandi (1951-)       | 30 marzo 1994    | 10 marzo 1999    | Partito Popolare Italiano             | Grandi                                     |              | SVP-PPI-PATT                                | XI (1993)   |
| 12   |                            |                            | Margherita Cogo (1951-)       | 11 marzo 1999    | 16 novembre 2000 | Democratici di Sinistra               | Cogo I                                     |              | L'Ulivo SVP-Margh-DS-PATT- Verdi/FdV-PPI-RI | XII (1998)  |
| 12   | 17 novembre 2000           | 13 marzo 2002              | Margherita Cogo (1951-)       | Cogo II          |                  | Democratici di Sinistra               |                                            |              | L'Ulivo SVP-Margh-DS-PATT- Verdi/FdV-PPI-RI | XII (1998)  |
| 13   |                            |                            | Carlo Andreotti (1943-)       | 14 marzo 2002    | 17 febbraio 2004 | Partito Autonomista Trentino Tirolese | Andreotti                                  |              | L'Ulivo SVP-Margh-DS-PATT- Verdi/FdV-PPI-RI | XII (1998)  |
| 14   |                            |                            | Luis Durnwalder (1941-)       | 18 febbraio 2004 | 22 maggio 2006   | Südtiroler Volkspartei                | Durnwalder I                               |              | SVP-CM-DS-PATT-UAL                          | XIII (2003) |
| 15   |                            |                            | Lorenzo Dellai (1959-)        | 23 maggio 2006   | 16 febbraio 2008 | Civica Margherita                     | Dellai I                                   |              | SVP-CM-DS-PATT-UAL                          | XIII (2003) |
| (14) |                            |                            | Luis Durnwalder (1941-)       | 17 febbraio 2008 | 14 giugno 2011   | Südtiroler Volkspartei                | Durnwalder II                              |              | SVP-UPT-PD-PATT-UAL                         | XIV (2008)  |
| (15) |                            |                            | Lorenzo Dellai (1959-)        | 15 giugno 2011   | 22 gennaio 2013  | Unione per il Trentino                | Dellai II                                  |              | SVP-UPT-PD-PATT-UAL                         | XIV (2008)  |
| 16   |                            |                            | Alberto Pacher (1956-)        | 22 gennaio 2013  | 27 febbraio 2014 | Partito Democratico                   | Pacher                                     |              | SVP-UPT-PD-PATT-UAL                         | XIV (2008)  |
| 17   |                            |                            | Ugo Rossi (1963-)             | 27 febbraio 2014 | 15 giugno 2016   | Partito Autonomista Trentino Tirolese | Rossi                                      |              | SVP-UPT-PD-PATT-UAL                         | XV (2013)   |
| 18   |                            |                            | Arno Kompatscher (1971-)      | 15 giugno 2016   | 27 febbraio 2019 | Südtiroler Volkspartei                | Kompatscher I                              |              | SVP-UPT-PD-PATT-UAL                         | XV (2013)   |
| 18   | 27 febbraio 2019           | 7 luglio 2021              | Arno Kompatscher (1971-)      | Kompatscher II   |                  | Südtiroler Volkspartei                | SVP-LSP-FI-Civiche                         | XVI (2018)   |                                             |             |
| 19   |                            |                            | Maurizio Fugatti (1972-)      | 7 luglio 2021    | 13 marzo 2024    | Lega                                  | SVP-LSP-FI-Civiche                         | XVI (2018)   | Fugatti                                     |             |
| (18) |                            |                            | Arno Kompatscher (1971-)      | 13 marzo 2024    | in carica        | Südtiroler Volkspartei                | Kompatscher III                            |              | SVP-LSP-FdI-DF-Civiche                      | XVII (2023) |

## Presidenti per durata complessiva
| N. | Presidente         | Giorni in carica |
| -- | ------------------ | ---------------- |
| 1  | Tullio Odorizzi    | 4380             |
| 2  | Luigi Dalvit       | 2506             |
| 3  | Arno Kompatscher   | 2373             |
| 4  | Giorgio Grigolli   | 2319             |
| 5  | Luis Durnwalder    | 2037             |
| 6  | Enrico Pancheri    | 1854             |
| 7  | Tarcisio Grandi    | 1806             |
| 8  | Tarcisio Andreolli | 1797             |
| 9  | Gianni Bazzanella  | 1252             |
| 10 | Lorenzo Dellai     | 1221             |
| 11 | Margherita Cogo    | 1098             |
| 12 | Maurizio Fugatti   | 980              |
| 13 | Ugo Rossi          | 839              |
| 14 | Spartaco Marziani  | 799              |
| 15 | Bruno Kessler      | 772              |
| 16 | Carlo Andreotti    | 705              |
| 17 | Pierluigi Angeli   | 565              |
| 18 | Alberto Pacher     | 401              |
| 19 | Flavio Mengoni     | 231              |